# Charles R. Drew
Charles R. Drew (ur. 3 czerwca 1904 w Waszyngtonie, zm. 1 kwietnia 1950 w Burlington) – amerykański lekarz, pionier badań nad magazynowaniem krwi.

## Życiorys
Urodzony 3 czerwca 1904 roku w Waszyngtonie, uczęszczał do Dunbar High School (ukończone w 1922 r.) i Amherst College w Massachusetts (ukończone w 1926 r.), gdzie odnosił sukcesy jako lekkoatleta i futbolista. Z braku pieniędzy na podjęcie studiów lekarskich w następnych dwóch latach uczył biologii i pracował jako trener w Morgan State College w Baltimore, po czym wstąpił w 1928 roku na McGill University School of Medicine w Montrealu. W czasie studiów należał do wyróżniających się studentów, otrzymał stypendium J. Francisa Williamsa. Ukończył studia w 1933 roku i podjął pracę wykładowcy patologi na Howard University (1935–1936). Następnie uczył chirurgii i pracował jako asystent we Freedman's Hospital, powiązanym z Howard University.
W 1938 roku Drew zdobył dwuletnie stypendium Rockefellera i doktoryzował się w Columbia University z technik przechowywania krwi. Pracował w projekcie mającym na celu zapewnienie dostaw krwi do walczącej Wielkiej Brytanii. W 1941 roku został dyrektorem pierwszego w USA banku krwi Czerwonego Krzyża odpowiedzialnego za dostawy na rzecz wojska. W tym czasie dążył do zniesienia reguł wykluczających krew Afroamerykanów z systemu krwiodawstwa. W 1942 roku zrezygnował ze stanowiska po tym, jak władze dopuściły dawstwo krwi czarnych, ale zarządziły jej oddzielne przechowywanie od krwi białych.
Powrócił do Freedman's Hospital i na Howard University, gdzie pracował jako profesor chirurgii. 1 kwietnia 1950 roku Drew jechał na zjazd w John A. Andrews Association w Tuskegee, zginął jednak w wypadku samochodowym pod Burlington. Zmarł po przewiezieniu do szpitala.
W 1944 roku otrzymał medal za zasługi od National Association for the Advancement of Colored People. W 1945 roku został doctorem honoris causa Virginia State College, a w 1947 roku Amherst College. W 1981 roku amerykańska poczta wydała znaczek z jego podobizną. Patron Charles R. Drew University of Medicine and Science w Los Angeles. Zgodnie z nieprawdziwym mitem, powielanym przez m.in. serial M*A*S*H czy Philipa Rotha, zmarł po tym, jak lekarze odmówili mu przetoczenia krwi z powodu jego rasy. Teorii tej zaprzeczają jednak świadectwa innych uczestników wypadku.
Żonaty z Lenore, para miała czworo dzieci.